# Фернандао
Фернандао е бивш бразилски футболист, нападател. Става световен клубен шампион с Интернасионал през 2006. Тогава той е и капитан на отбора.

## Клубна кариера
Започва кариерата си в тима на Гояс през 1996 година. През 2001 подписва с Олимпик Марсилия. Там за 61 мача вкарва едва 6 гола. През 2004 е даден под наем на Тулуза, след което е продаден на Интернасионал. През 2006 става капитан на отбора. Печели световното клубно първенство през същата година. През 2008 е купен от Ал-Гарафа. След един сезон там се завръща в родния си клуб-Гояс. През 2010 подписва със Сао Пауло. Въпреки добрите си мачове за „трикольорите“, Фернандао решава да спре с футбола през 2011 и става спортен директор на Интернасионал. През юли 2012 става старши треньор на тима. На 7 юни 2014 г. загива в катастрофа с хеликоптер.